# Angela Gentzmer
Angela Gentzmer (* 13. Dezember 1929 in Berlin; † 24. Mai 2024 ebenda) war eine deutsche Autorin und Liedtexterin.

## Leben
Gentzmer wurde 1929 in Berlin geboren. Ende der 1950er-Jahre kam sie zum Fernsehen der DDR. Dort war sie bis 1973 als Aufnahmeleiterin, Regisseurin und Autorin tätig. Ab 1974 arbeitete sie für Helga Hahnemann, für die sie besonders in den 1980er-Jahren viele Texte schrieb und dadurch wesentlich zu deren Erfolgen beitrug.
Angela Gentzmer starb am 24. Mai 2024 im Alter von 94 Jahren in Berlin.

## Fernsehsendungen als Autorin
- 1970: Ich bin 6
- 1979: Ein Kessel Buntes (42) (Moderation: Helga Hahnemann)
- 1980: Helga's Top(p)-Musike
- 1981: Ein Kessel Buntes (52) (Moderation: Helga Hahnemann)
- 1982: Hoffnungslose Fälle
- 1982: Helga's Top(p)-Musike
- 1983: Ein Kessel Buntes (66) (Moderation: Helga Hahnemann)
- 1985: Helga's Top(p)-Musike-Show
- 1987: Hallo, Berlin 7-5-0 (Friedrichstadtpalast-Revue)
- 1988: Ein Kessel Buntes (94) (Moderation: Uta Schorn)
- 1989: 100. Kessel Buntes (Moderation: Helga Hahnemann)
- 1990: Ein Kessel Buntes (106) (Moderation: Helga Hahnemann & Roberto Blanco)